# Akuaduulza
Akuaduulza è il terzo album in studio del cantante italiano Davide Van De Sfroos, pubblicato nel 2005 dalla Tarantanius.

## Il disco
L'album, tra i meno immediati del cantautore comasco, esplora temi legati ad atmosfere spesso più oscure, dalla vicenda nera di Madame Falena, al blues Il paradiso dello scorpione, alla storia di streghe narrata in Fendin. A fare da filo conduttore, come in quasi tutti i lavori di Davide Van de Sfroos, sono il lago - nell'acustica Akuaduulza in particolare - ed il vento: la conclusiva Il prigioniero e la tramontana offre un confronto molto suggestivo tra il vento, libero per definizione, e una persona che di quella libertà è privato.

## Tracce
1. Madame Falena
2. Il paradiso dello scorpione
3. Caramadona
4. Akuaintro
5. Akuaduulza
6. El fantasma del Ziu Gaetan
7. Il libro del mago
8. Shymmtakula
9. Nona Lucia
10. La preghiera delle 4 foglie
11. Fendin
12. Il corvo
13. Rosanera
14. El baron
15. Il prigioniero e la tramontana

## Formazione
- Davide Van De Sfroos - voce e chitarra, ocarina messicana, rumori vari[1]
- Marco "Python" Fecchio - chitarra elettrica, chitarra acustica
- Simone Spreafico - chitarra classica
- Alessio Lorenzi - chitarra elettrica, bottleneck guitar
- Alessandro "Pocahontas" Parilli - basso elettrico, contrabbasso
- Gianni Sabbioni - basso acustico, basso elettrico
- Alessandro Gioia - batteria, triangolo, rullante, percussioni, pianoforte, organo Hammond, basso, vetrofono, claps, cori
- Angapiemage "Anga" Galiano Persico - violino, bouzouki, cori
- Saro Calandri - fisarmonica
- Giorgio Peggiani - armonica
- Andrea Cusmano - oboe popolare, gralla
- Alessandro Chiamenti - Cajón, darbouka, güiro, shakers, tamburello, claps, congas, flexatone, cori
- Caterina Magni - voce in Fendin
- Spiaggia di Lenno - Acqua ne Akuaintro
- Il fantasma - basso tuba ne El fantasma del ziu Gaetan
- Corvo - Se stesso ne Il corvo
- Collina di Pola - Vento tra le foglie, cane, campane, voci ne La preghiera delle quattro foglie